# ALP-46電気機関車
ALP-46は、ボンバルディア・トランスポーテーションがアメリカ合衆国のニュージャージー・トランジット向けに設計した電気機関車である。設計はドイツ鉄道の高速電気機関車101形を基礎としている。

## 製造と運用
2001年から2002年にかけて29両が製造され、ドイツ・カッセルの工場で組み立てた上でアメリカに輸出された。制御方式はVVVFインバータ制御でGTOサイリスタ素子を採用、出力は5,300kW、最高速度は161km/h（100mph）となる。
2009年から2011年にかけて改良増備車のALP-46Aが製造され、36両が追加投入された。VVVF制御装置の素子がIGBTに変更され、出力は5,600kW、最高速度は201km/h（125mph）に向上している。